# Петропавловский храм (Тальное)

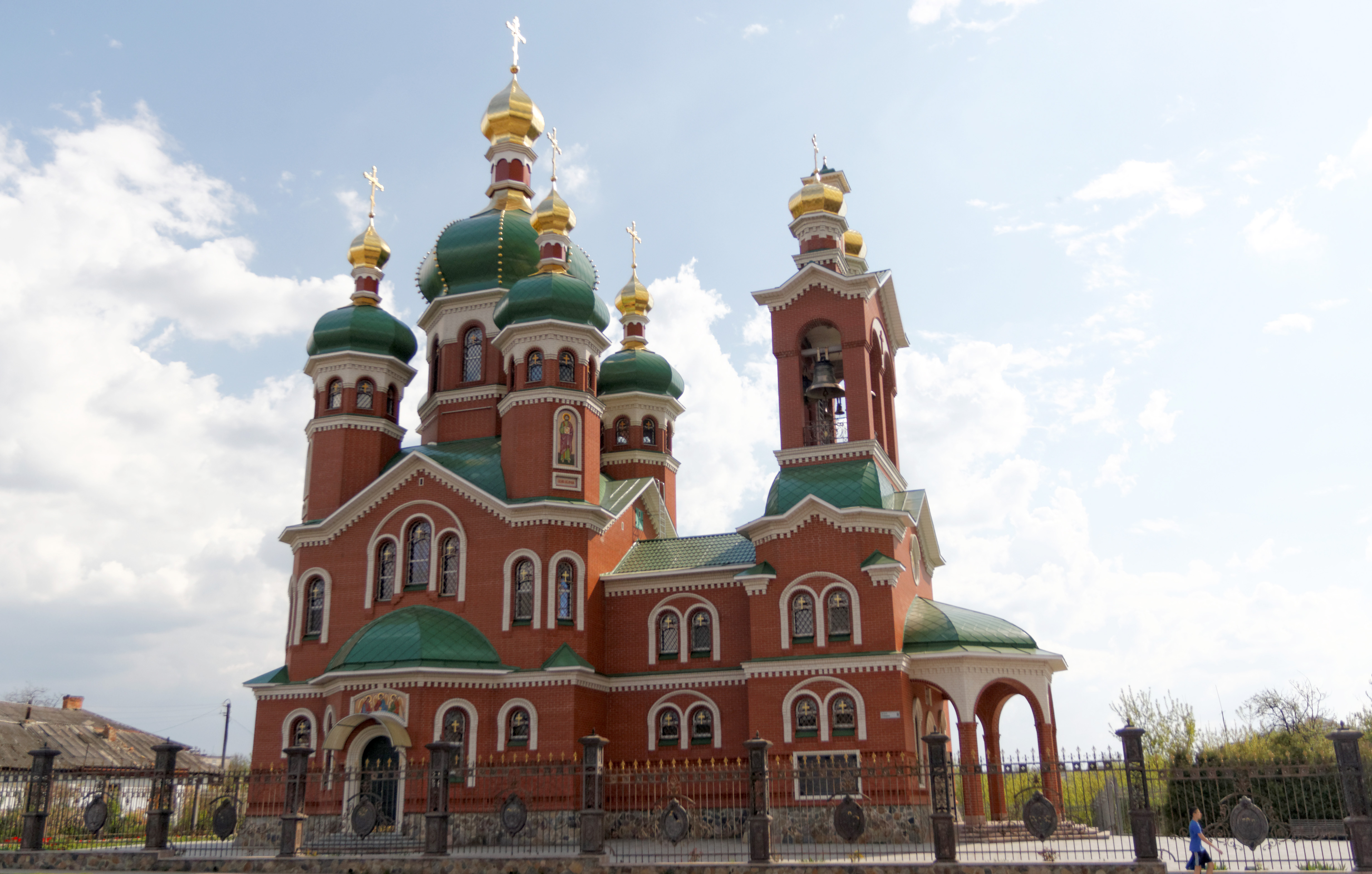
Свято-Петропавловский храм

Петропавловский храм (укр. Петропавлівський храм, Свято-Петропавлівський храм) — православный храм в городе Тальное Черкасской области Украины был построен в 2007—2009 годах. 4 июля 2009 году храм был освящен Патриархом Киевским и всея Руси-Украины Филаретом.

## История
В 2007 году архиепископ Черкасский и Чигиринский Иоанн, управляющий Черкасской епархией УПЦ КП вместе с духовенством района в городе Тальное освятил место под строительство храма Святых Первоверховных апостолов Петра и Павла.
Освящение храма в 2009 году провел Патриарх Киевский и всея Руси-Украины Филарет. В настоящее время является крупнейшим культовым сооружением православной церкви западной Черкасской области. Построен средствами мецената Мовчана В. П. по проекту архитектора А. И. Дитковского.
На торжественной части перед освящением храма глава Черкасской облгосадминистрации Александр Черевко сказал: «Ничего так не радует душу, как золото наших полей и золото освященных куполов наших церквей. И сегодняшнее событие является крепким кирпичом, заложенным во веки для развития духовности украинского народа». Также губернатор Черкащины подарил новопостроенному храму икону Пресвятой Матери Божьей Покровы.
Во время Малого входа на литургии Патриарх Филарет наградил настоятеля храма протоиерея Павла Найденова — крестом с украшениями. В конце богослужения Патриарх Филарет освятил мемориальную доску, сооруженную на стене храма.
По окончании торжественной части Патриарх Филарет освятил престол и храм, после чего в церкви совершилась первая Божественная Литургия. В праздничном богослужении Святейшему Патриарху сослужили: архиепископ Белоцерковский Александр, архиепископ Черкасский и Чигиринский Иоанн, епископ Тернопольский и Бучачский Нестор, епископ Полтавский и Кременчугский Федор, епископ Васильковский Евстратий и епископ Кировоградский епархии.
После официальной церемонии открытия и освящения храма гости и прихожане, собравшиеся около восьми тысяч, послушали концерт духовной музыки.

## Описание
Церковь святых апостолов Петра и Павла возведена из сверхпрочного австрийского кирпича. Площадь перед церковью вымощена гранитной плиткой. В храме установлен пятиярусный иконостас, изготовленный в стиле украинского барокко. Храм имеет семь куполов, макушки которых покрыты сусальным золотом. Высота центрального купола с крестом — 37 метров. На колокольне находятся 11 колоколов, отлитых в Воронеже, вес наибольшего — 1 950 килограммов.
Вход в храм украшают бронзовые барельефы святых апостолов Петра и Павла, над ними установлено мозаичное изображение иконы Пресвятой Богородицы «Знамение», на фасадах храма установлено еще 5 мозаичных икон.